# Мендзиборув
Мендзиборув (пол. Międzyborów) — село в Польщі, у гміні Якторув Ґродзиського повіту Мазовецького воєводства.
Населення — 1379 осіб (2011).
У 1975-1998 роках село належало до Скерневицького воєводства.

## Демографія
Демографічна структура станом на 31 березня 2011 року:
|          | Загалом | Допрацездатний вік | Працездатний вік | Постпрацездатний вік |
| -------- | ------- | ------------------ | ---------------- | -------------------- |
| Чоловіки | 648     | 104                | 476              | 68                   |
| Жінки    | 731     | 116                | 456              | 159                  |
| Разом    | 1379    | 220                | 932              | 227                  |